# Star (gruppo musicale)
Le Star, note anche come Starz?!, erano un girl group svedese attivo fra il 1998 e il 2000 e formato da Irene Nord, Mia Johnsson, Selma Yasitli e Lotta Josefsson.

## Carriera
Le Star hanno pubblicato il loro singolo di debutto Do You Want My Love nel 1998, e sono salite alla ribalta l'anno successivo grazie alla canzone Heaven's on Fire, cover dell'omonimo successo dei Kiss, che ha raggiunto la 6ª posizione della classifica svedese. È stata certificata disco d'oro con oltre 15 000 copie vendute a livello nazionale. Il loro primo e unico album, Party, è uscito nel 2000 per la Polydor.

## Discografia

### Album
- 2000 – Party

### Singoli
- 1998 – Do You Want My Love
- 1999 – This Is My Life
- 1999 – Heaven's on Fire
- 2000 – Wig Wam Bam